# Контрера, Альберто
Альберто Сирило Контрера Хименес (исп. Alberto Cirilo Contrera Giménez; 14 февраля 1992 года, Асунсьон) — парагвайский футболист, играющий на позиции полузащитника. Ныне выступает за парагвайский клуб «Гуарани».

## Клубная карьера
Альберто Контрера начинал свою карьеру футболиста в асунсьонской «Олимпии». Вторую половину 2012 года он на правах аренды выступал за «Рубио Нью». В середине 2013 года Контрера перешёл в «Спортиво Лукеньо», за который отыграл год. В середине 2014 года Контрера стал футболистом команды «Хенераль Диас», а с начала 2015 года представлял столичный «Гуарани». 6 мая 2015 года он отметился забитым голом в матче 1/8 финала Кубка Либертадорес против бразильского «Коринтианса».
В середине 2017 года Контрера перешёл в аргентинский «Патронато».